# Fly Synthesis
Fly Synthesis S.r.l è una compagnia italiana localizzata a Mortegliano. La compagnia si occupa della costruzione di ultraleggeri in fibra di carbonio.
Fondata nel 1984 a Aiello Del Friuli, con lo scopo di produrre componenti per automobili, la compagnia produce il suo primo aereo, il Kangaroo, un monomotore in tubi e tela. Successivamente, produsse il Fly Synthesis Storch, nel 1990. La compagnia è stata poi venduta agli attuali proprietari, diretti da Sonia Felice, nel 2000. Nel 2006 la compagnia si è trasferita nella sua località attuale, nella dismessa base militare di LAVARIANO.
Fallita nel 2023

## Aerei

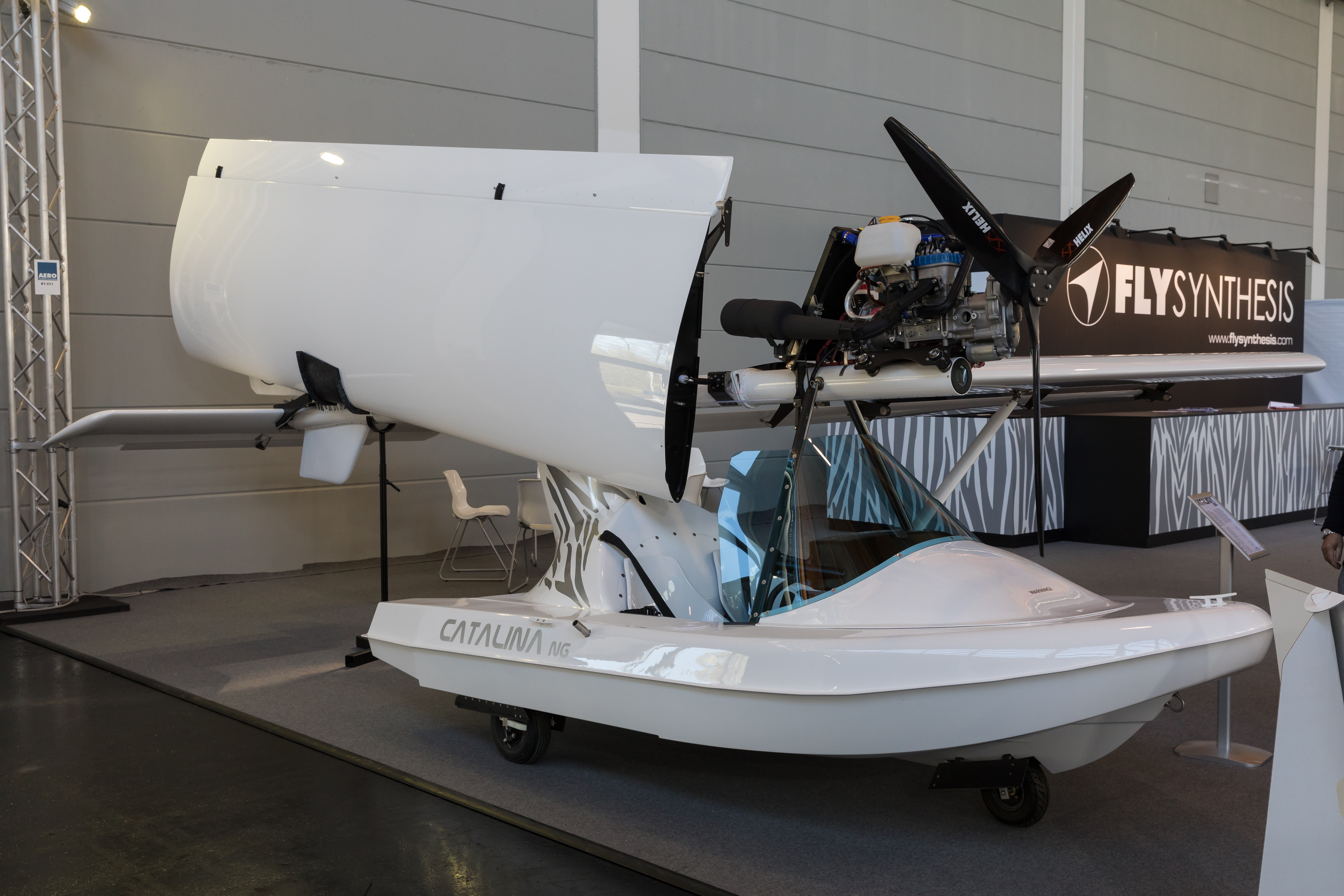
Fly Synthesis Catalina

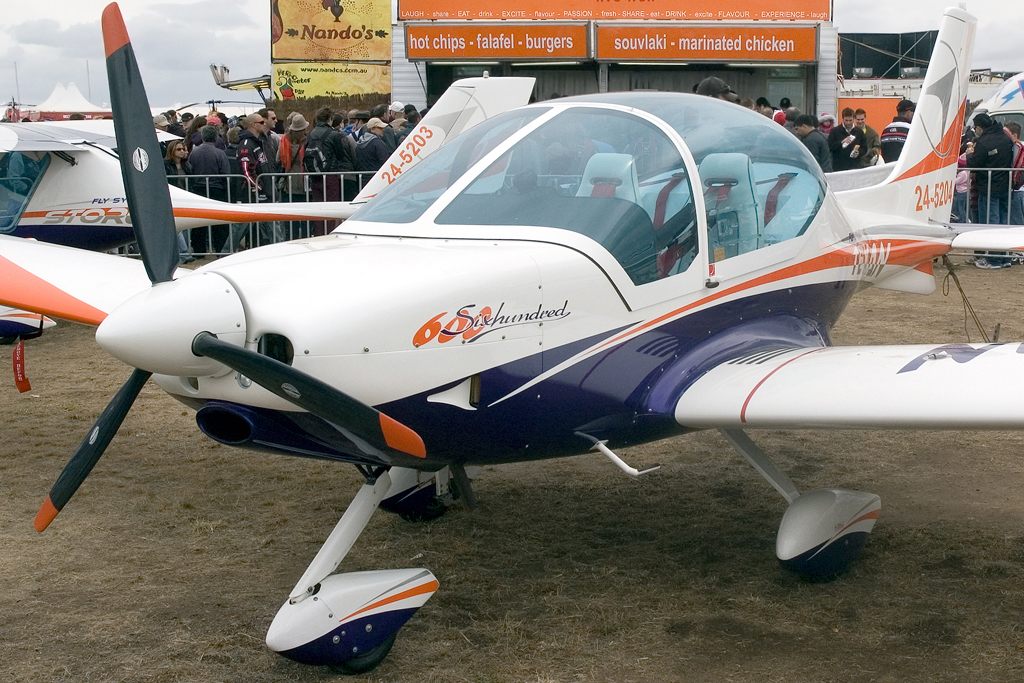
Fly Synthesis Texan

| Nome                   | Data di introduzione | Numeri prodotti | Tipo                                       |
| ---------------------- | -------------------- | --------------- | ------------------------------------------ |
| Fly Synthesis Catalina | 2010                 |                 | ultraleggero monomotore, ala alta, anfibio |
| Fly Synthesis Storch   | 1990                 |                 | ultraleggero monomotore, ala alta          |
| Fly Synthesis Syncro   | 2009                 |                 | ultraleggero monomotore, ala alta          |
| Fly Synthesis Texan    | 1999                 |                 | ultraleggero monomotore, ala bassa         |
| Fly Synthesis Wallaby  |                      |                 | ultraleggero monomotore, ala alta          |